# Шишка Степан
Шишка, Степан Лев (Степанович) — довголітній пластовий виховник, комендантом таборів та Лісової Школи. За фахом військовий моряк в Військово-Морських силах США.
Народжений у місті Баффало, Нью-Йорк, Капітан Першого Рангу (у відставці) Степан Лев (Степанович) Шишка одержав Бакалавра Наук із Фізики в Університеті штату Нью-Йорк в Буффало в 1978 р, і відтак, після вишколів Старшин вступив в ряди офіцерів Військово-Морських Сил (ВМС) США.
Після інженерного вишколу із управління атомних електростанцій, капітан Шишка служив на морю на різних посадах в проводах чотирьох підводних човнів, завершуючи із командуванням підводного човна USS HENRY M. JACKSON, ракетний ядерний підводний човен типу «Trident», від 1998 до 2000 р.
Коли не служив на морі, Капітан Шишка отримав диплом Маґістра наук стратегічної розвідки при Коледжі військової розвідки, був викладачем в школі підготовки ядерних інженерів ВМС, служив в Об'єднаному Штабі Збройних сил США, був першим офіцером ВМС США який займав посаду Військово-Морського Аташе в Києві від 1995 до 1997 років, та був Заступником Командувача Північних Підвоних Сил НАТО.
Капітан Шишка останно (до переходу у відставку) служив в Пентаґоні, вже вдруге в центральному штабі Військово-Морських Сил США де відповідав за взаємовідносини із іноземними ВМС, та питаннями екологічними та ядерної енергії.
Довголітній пластун, Степан Шишка є членом куреня Орден Хрестоносців та був неодноразовим станичним пластової станиці Вашингтон.
Співає в Капелі Бандуристів ім. Тараса Шевченка в США.